# Johann Georg Treuttel
Johann Georg Treuttel auch Jean-Georges Treuttel (* 17. Oktober 1744 in Straßburg; † 14. Dezember 1826 in Wien) war ein französischer Buchhändler und Verleger. 

## Leben

### Familie
Johann Georg Treuttel war der Sohn des Buchhändlers Georg Treuttel.
Er heiratete 1772 die Kaufmannstochter Marie-Madeleine (geb. Reckop) († 1778) aus Straßburg; die Ehe blieb kinderlos. In zweiter Ehe heiratete er 1785 Maria Würtz; gemeinsam hatten sie zwölf Kinder.

### Werdegang
Johann Georg Treuttel begann am 30. September 1757 mit einem Theologiestudium, entschloss sich jedoch während des Studiums Buchhändler zu werden. Nach einigen Lehrjahren bei seinem Schwager Amand König (1748–1783) reiste er nach Frankreich, in die Schweiz sowie nach Italien. Er machte die Bekanntschaft einiger Gelehrter und besuchte verschiedene Buchhandlungen. Nach der Rückkehr von dieser Reise ließ er sich 1770 in Straßburg nieder und wurde 1772 Geschäftspartner des Buchhändlers Johann Gottfried Bauer (1723–1781); er führte nach dessen Tod das Geschäft alleine fort und belieferte unter anderem die Bibliophilen Antoine René de Voyer de Paulmy d’Argenson und Marc-René de Voyer de Paulmy d’Argenson.
1782 nahm er Johann Gottfried Würtz (1768–1841) in die Lehre, den er später zu seinem Geschäftspartner machte und der sein Schwager wurde.
Während der Französischen Revolution rettete er bei der Plünderung der Stadtarchive einen Teil der Urkunden von Wert und stellte durch seine Vermittlung die Ruhe in der Stadt wieder her. Als sich der Municipalrat bildete, wurde er zum Stadtverordneten ernannt. Nach kurzer Zeit wurde im Oktober 1793 der Gemeinderat abgesetzt und die Mitglieder durften sich der Stadt nur noch auf zwanzig Meilen nähern, worauf er mit seiner Familie nach Versailles zog.
1795 gründete er, gemeinsam mit seinem Schwager, in Paris eine Buchhandlung, die ab Juli 1796 unter dem offiziellen Namen Treuttel et Würtz firmierte. In den folgenden Jahren sorgte er für ein schnelleres Fortschreiten in der Aufklärung. Sie veröffentlichten unter anderem Missionarsberichte aus China (siehe Mémoires concernant les Chinois) und die Zeichnungen des Malers Anton Ignaz Melling. 1820 gaben sie die erste Gesamtausgabe der Werke Germaine de Staëls heraus. 
Später gründeten sie noch, neben der Filiale in Straßburg, 1817 eine Filiale in London; sie belieferten unter anderem auch Alexander von Humboldt, die Bodleian Library, die Hauptbibliothek der Universität Oxford, die königlichen Bibliotheken in Paris (siehe Bibliothèque nationale de France), Berlin (siehe Alte Bibliothek) und London (siehe British Library#Vorläuferbibliotheken), die fürstliche Bibliothek in Weimar (siehe Herzogin-Anna-Amalia-Bibliothek) sowie die Universitätsbibliothek Göttingen.
1823 zog sich Johann Georg Treuttel aus dem Geschäftsleben zurück und widmete sich nur noch wohltätigen Zwecken.

## Schriften (Auswahl)
- Traits caractéristiques et anecdotes de la vie de Frédéric II, roi de Prusse. Straßburg, 1788 (Digitalisat).